# パトリック・バーン
パトリック・ジェームズ・バーン （英語: Patrick James Byrne, 1888年10月26日 - 1950年11月25日）は、アメリカ合衆国カトリック教会のメリノール宣教会の宣教師、司教。

## 経歴

### 戦前
1923年から1929年まで日本統治時代の朝鮮のメリノール宣教会で、平壌代理司教として伝道活動を行う。その後、アメリカで総長補佐を経て、1934年に来日。
1937年、ローマ教皇庁福音宣教省（プロパガンダ・フィーデ）が日本布教区域として京都府と滋賀県を指定した。1937年6月17日、大阪教区の一部であった京都府、三重県、滋賀県、奈良県が京都使徒座知牧区としてまとめられ、バーン神父が初代知牧区長に任命された。1940年、バーン神父の辞任にともない、知牧区長は古屋義之神父に継がれた。1941年12月の開戦後、在日メリノール宣教師はアメリカ送還まで神戸の収容所に抑留されたが、バーンのみは上官の要請に逆らって日本に留まることを選び、戦争中は京都で軟禁状態にあった。

### 戦後
朝日新聞でのメッセージ
太平洋戦争・第二次世界大戦終結後、朝日新聞記者宮本敏行は占領に対する日本国民の恐怖を和らげるためにバーンにメッセージを懇願し、バーンは朝日新聞1945年8月19日に｢上陸する米兵達よ 守れ厳重な規律｣と題して占領軍は規律を守る平和進駐をすること、不祥事があった場合はバチカンに報告するというメッセージを発表した。
1945年8月31日のバーンのダグラス・マッカーサーへの手紙では、天皇を侮辱するような低空飛行や、米兵による女性への暴行への懸念が表明されていた。
天皇の存続
バーンは9月20日のワシントン外交委員会委員長デービッド・ウォルシュへの手紙で、日本人に対して「ナチス的な態度」で天皇廃位を要求する人々に対して、天皇の解任は「7千万人の従順な、今では協調的な市民を、一夜にして暴動を起こす無秩序な群衆に変えてしまう」「占領軍の軍事力は今の2倍あっても足りないでしょうし、駐留の期間も今の10倍より必要になる」と論じたうえで、マッカーサーは「天皇と神社に対する崇敬を尊重するという素晴らしい政治的手腕」によって天皇廃位を主張する一派に勝利したと賞賛した。
靖国神社の存続
1945年後半にバーンは靖国神社の存続をマッカーサーに嘆願した。1945年11月のバーンの手紙には、「マッカーサーは、『国家神道』を破壊しなければならないというワシントンからの声明に悩まされていた。何てこった！　国家神道は愛国心の表明以上の何物でもない。それは、プロテスタントとカトリックとユダヤ教徒が、アーリントンの無名戦士の墓で花輪を供えるようなものなんだ。それ以上のものじゃない！」と書かれており、バーンが靖国神社の存続をマッカーサーに嘆願した際に、神社参拝に関するカトリック教会の解釈を根拠としたことが推測されている。
死去
1950年、朝鮮戦争の"死の行進"で死去。墓所は京都市衣笠カトリック墓園。

## 靖国神社存続に関するバーンの寄与の評価
宗教社会学者のマーク・R・マリンズは、「外国人のカトリック司祭が占領の初期数ヶ月に介入し、靖国神社を不可避の破壊から救った、という通説」を多くの資料を基に検討し、次のような結論に至っている。
「ビッテルとバーンが1945年の後半に靖国神社のために懇願を行ったということは否定しえない。だが参照しうる記録によれば、この介入が取るに足らないものだったということも同程度に明らかである。彼らの意図がいかなるものであったにせよ、現在靖国神社が存在していることに関して、彼らは「称賛」と「非難」のどちらも受けるに値しない。この時代の様々な記録からは、はるかに複雑な歴史が垣間見える。占領期の大半において靖国神社の状態と地位は危ういままであり、その運命はまさに占領期の終わりまで討議されていた。」

## 著書
- Byrne Correspondence, Box 3. Maryknoll Mission Archives.[2]